# Owenga
Owenga est un village de l'Île Chatham, dans les Îles Chatham en Nouvelle-Zélande. C'est le deuxième village le plus oriental en Nouvelle-Zélande, après Flower Pot sur l'Île Pitt. Il est situé dans le sud-est de l'île, à proximité du Cap Fournier.
Le Quai d'Owenga a été construit en 2010 et est le port d'attache de bateaux de pêche. Il est également l'un des principaux lieux permettant d'accéder à l'Île Pitt. Owenga est l'un des rares villages des îles Chatham et dispose d'une manufacture de poisson, mais pas d'autres magasins.